# دسته فرمان
«دسته فرمان» (انگلیسی: Handlebars) ترانه‌ای از خواننده و رپر اهل کره جنوبی، جنی با همکاری خواننده انگلیسی و آلبانیایی دوآ لیپا است. این ترانه از طریق رادیو هیت معاصر آمریکا توسط کلمبیا رکوردز به عنوان پنجمین تک‌آهنگ از نخستین آلبوم استودیویی جنی به نام روبی (۲۰۲۵) منتشر شد. این ترانه همچنین در ۱۴ مارس ۲۰۲۵ توسط سونی میوزیک ایتالیا برای رادیوهای ایتالیا پخش شد. موزیک ویدئوی این تک‌آهنگ توسط بی‌آرتی‌اچ‌آر کارگردانی شده و در ۱۰ مارس ۲۰۲۵ منتشر شد.

## جدول‌های موسیقی
| جدول (۲۰۲۵)                               | بالاترین جایگاه |
| ----------------------------------------- | --------------- |
| تک‌آهنگ‌های موسیقی جدید استرالیا (ای‌آرآی‌ای) | ۱۴              |
| فرانسه (اس‌ان‌ئی‌پی)                         | ۱۳۴             |
| ایرلند (آرآرام‌ای)                         | ۶۷              |
| تک‌آهنگ‌های داغ نیوزیلند (آرام‌ان‌زی)         | ۳               |
| کره جنوبی (سرکل)                          | ۱۷۷             |
| هیت‌سیکر سوئدی (فهرست برترین‌های سوئد)      | ۲               |
| تک‌آهنگ‌های بریتانیا (اوسی‌سی)               | ۴۱              |

## تاریخچه انتشار
| منطقه        | تاریخ        | فرمت            | ناشر         | منابع |
| ------------ | ------------ | --------------- | ------------ | ----- |
| ایالات متحده | ۱۱ مارس ۲۰۲۵ | رادیو هیت معاصر | کلمبیا       | [ ۸ ] |
| ایتالیا      | ۱۴ مارس ۲۰۲۵ | رادیو ایرپلی    | سونی ایتالیا | [ ۹ ] |